# Ibşir Mustafa Pasha
Ibşir Mustafa Pasha (em turco otomano: ابشير مصطفى پاشا) foi um estadista otomano da Abkházia, sobrinho do governador e rebelde Abaza Mehmed Pasha. Ele foi grão-vizir do Império Otomano de 28 de outubro de 1654 a 11 de maio de 1655. Ele também foi o governador otomano da Eialete de Damasco (província) em 1649.